# Файзрахманисты
Файзрахмани́сты — исламская община (секта), основанная в конце XX века Файзрахманом Саттаровым. В начале 2000-х годов члены общины отказались от контактов с другими людьми и стали вести затворнический образ жизни. После убийства заместителя муфтия Валиуллы Якупова и покушения на муфтия РТ Илдуса Файзова деятельность секты была запрещена как экстремистская. В отношении ряда членов общины были возбуждены уголовные дела о жестоком обращении с детьми и самоуправстве. Община находилась в поселке Торфяной на окраине Казани на семи сотках, которые были объявлены исламским государством.

## Файзрахман Саттаров
Основатель общины Файзрахман Саттаров родился в 1929 г. в Уфе. В 70-е годы занимал пост заместителя муфтия Духовного управления мусульман Европейской части СССР и Сибири. Уже тогда он говорил, что ему приходят некие видения. В начале 1980-х он начинает проповедовать и объявляет себя посланником Аллаха(расулем). Это вызвало резкое неприятие у муфтия Талгата Таджуддина и у первого секретаря Башкирского обкома КПСС Мидхата Шакирова. Его вынуждают уйти из ДУМ и перестают пускать на территорию мечетей.
В 1992 году Саттаров переехал в Набережные Челны. Там он купил дом, организовал в нём своё медресе и собрал вокруг себя 80 адептов.
В 1996 году коммуна переехала в Казань в поселок Торфяной. Небольшие общины оставались в Уфе, Набережных Челнах и других городах Татарстана. В 2003 году в доме общины случился пожар. Саттаров запретил пускать пожарных, но в последний момент они прорвались на территорию «исламского государства» и потушили. В 2004 году взаимоотношения с местным населением и казанскими властями обострились, и община окончательно прервала внешние связи.
В 2012 году был болен болезнью Паркинсона, не мог ходить и внятно говорить. К врачам он не обращался.

## Члены общины
В 2012 году община насчитывала около 70 адептов. Все они жили в трехэтажном доме с подвальными помещениями, которые уходили под землю на восемь уровней. В самом доме было 30 маленьких комнатушек, в которых жили взрослые. Во время обыска, совершённого 1 августа 2012 года на территории общины сотрудниками МВД и ФСБ было обнаружено 27 детей в возрасте от пяти месяцев до 17 лет. Одна из 17-летних девочек оказалась беременной. Дети не покидали пределов коммуны, жили в антисанитарных условиях и не получали медицинскую помощь. В отношении некоторых родителей были возбуждены уголовных дела по ст. 156 УК РФ (неисполнение обязанностей по воспитанию несовершеннолетних, соединенное с жестоким обращением с детьми). 19 детей из общины были отправлены в больницу, а затем их поместили в приюты.
Во время обыска в доме было обнаружено порядка тысячи книг на татарском языке. Среди книг была и рукопись «пророка» Файзрахмана Саттарова «Корни веры», которая является основной книгой у его последователей. Членам секты запрещалось читать любую другую литературу, кроме Корана и рукописей Саттарова.
В настоящее время члены общины отказались от миссионерской деятельности и принимают новых последователей. Община имеет радио, доступ к которому имеют только «Посланник — Расуль» и «халиф» наместник Гумер Ганиев. Источники доходов общины неизвестны, она ничего не производит и почти не ведет никаких торговых отношений с местным жителями.
В 2013 году по решению Советского районного суда общину выселили из дома, который они занимали в течение долгих лет в поселке Торфяной под Казанью. В 2014 году община планировала приобрести дом в деревне Новые Ургагары в Альекеевском районе Татарстана (149 км от Казани).